# Coprinopsis clastophylla
Coprinopsis clastophylla är en svampart som först beskrevs av Maniotis, och fick sitt nu gällande namn av Redhead, Vilgalys & Moncalvo 2001. Coprinopsis clastophylla ingår i släktet Coprinopsis och familjen Psathyrellaceae.   Inga underarter finns listade i Catalogue of Life.